# Tommy Giles Rogers Jr.
Tommy Giles Rogers, Jr. (diciembre de 1980) es un compositor y multinstrumentalista estadounidense, vocalista principal, tecladista y fundador del grupo de metal progresivo Between the buried and me. Su estilo de canto empareja técnicas de metal extremo y hardcore punk con antípodas voces melódicas. 
Como solista ha publicado tres álbumes: Victory bajo el seudónimo de "Giles" en 2004, y Pulse de 2011 con Modern Music de 2014 como "Thomas Giles".
Giles orquestó la película Dutch Book de 2015.

## Biografía
El interés musical de Rogers comenzó a los 7 u 8 años con grupos como Mötley Crue y Skid Row, lo que catalizó sus ganas de ser guitarrista. Su madre le compró una guitarra Carvin y formó varias bandas mientras fue estudiante. En un grupo de hardcore hizo la transición hacia el canto realizando screaming y comenzó a desarrollar su voz así como su composición. Luego volvió a tocar guitarra para la banda de metalcore Prayer for Cleansing, siendo compañero de Paul Waggoner y el baterista Will Goodyear. Tras la disolución del grupo, formaron Betwenn the Buried and Me con la intención de que Rogers fuera guitarrista, pero al no encontrar un cantante que los satisficiera él acabó en ese puesto.
Tommy Rogers es vegano y sigue un estilo de vida straight edge. Es un ávido lector de Tim Ferriss. Rogers tiene un hijo llamado Maddox a quien le dedicó una canción en su álbum Modern Noise.

## Estilo musical
Rogers es un compositor de letras y músico autodidacta. Su estilo de canto combina voces guturales y screaming con antípodas voces melódicas, en ocasiones incluyendo falsetto y armonías. Su interpretación vocal, fundamentalmente en el screaming, está enfocada en el ritmo y la percusión.

## Discografía
| Con Between the Buried and Me - 2002 - Between the Buried and Me - 2003 - The Silent Circus - 2005 - Alaska - 2006 - The Anatomy of... - 2007 - Colors - 2009 - The Great Misdirect - 2012 - The Parallax II: Future Sequence - 2015 - Coma Ecliptic - 2018 - Automata I - 2018 - Automata II | Como Giles - 2004 - Victory Como Thomas Giles - 2011 - Pulse - 2014 - Modern Noise |